# Бес (словенска митологија)
Бес (ијек. бијес) је биће из српског народног предања. То је зли дух који се увлачи у неког човека или животињу, који затим побесне. Беснило настаје када неко преде уочи недеље или када пљује у ватру. Касније се бес преобразио у митолошко биће које је у народу познато као ђаво.

## Етимологија
Према Љубинку Раденковићу, бес представља најстарије име за мушког демона. Среће се код свих индоевропских народа, али и код многих других, попут Арапа и сл. Што указује на његову универзалност, односно да је он митолошко биће познато готово свим народима Земље. 